# Kiss Géza (játékvezető)
Kiss Géza (Csorna, 1952. március 29. – Csorna, 2011. december 24.) magyar nemzetközi labdarúgó-játékvezető. Egyéb foglalkozása testnevelő tanár (Hunyadi János Gimnázium és Szakközépiskola, Csorna).

## Pályafutása

### Nemzeti játékvezetés
1970-ben szerezte meg a játékvezetői vizsgát, majd Győr-Moson-Sopron megyében, a csornai járási bajnokság különböző labdarúgó osztályaiban szerezte meg a szükséges tapasztalatokat. Ellenőreinek, sportvezetőinek javaslatára első alkalommal 1982-ben, majd 1991-ben újra felkerült az NB. I-be. Húsz évig volt országos kerettag, 1997-ben fejezte be aktív nemzeti játékvezetői pályafutását. Első ligás mérkőzéseinek száma: 110.
| Időpont              | Helyszín                  | Mérkőzés típusa           | Mérkőzés              | Eredmény |
| -------------------- | ------------------------- | ------------------------- | --------------------- | -------- |
| 1982. szeptember 24. | Csepeli Stadion, Budapest | első NB. I-es mérkőzése   | Csepel SC–Videoton FC | 2 : 1    |
| 1999- december 13    | Székesfehérvár            | utolsó NB. I-es mérkőzése | Gászer - Nagykanizsa  | 0 : 0    |

### Nemzetközi játékvezetés
A Magyar Labdarúgó-szövetség Játékvezető Bizottsága (JB) terjesztette fel nemzetközi játékvezetőnek, a Nemzetközi Labdarúgó-szövetség (FIFA) 1994-től tartotta nyilván bírói keretében. 1998-ban a FIFA előírásainak megfelelően egyedül ő rendelkezett az előírt feltételekkel. Több kupatalálkozót, nemzetek közötti válogatott illetve klubtalálkozót vezetett vagy társainak segített negyedik játékvezetőként. Az aktív nemzetközi játékvezetéstől 1996-ban búcsúzott.

## Sportvezetőként
Nyolc évig volt a Győr-Moson-Sopron Megyei Labdarúgó-szövetség Játékvezető Bizottság (JB) elnöke, az MLSZ JB országos, NB. II-es ellenőreként szolgált.

## Sikerei, díjai
Győr-Moson-Sopron megyei LSZ JB által 1978-ban alapított Szalai Lajos emlékserleget kapta legjobb éves teljesítménye alapján. 2005-ben 35 éves játékvezetői pályafutásának emléktárgyát vehette át a megyei Labdarúgó-Szövetség vezetőségi tagjától. 2007-ben a Megye Labdarúgásáért tett erőfeszítéseiért kapott elismerő oklevelet, tárgyjutalmat a megye vezetőitől. 2010-ben 40 éves jubileumi elismerésben részesült, az emléklapot Dubraviczky Attila Győr-Moson-Soprom megyei Labdarúgó-szövetség Játékvezető Bizottságának (JB) elnöke adta át.

## Külső hivatkozások
- Kiss Géza. World Referee. [2012. május 12-i dátummal az eredetiből archiválva]. (Hozzáférés: 2013. május 24.)